# Contracaecum osculatum
Espèce
Contracaecum osculatum est une espèce de vers nématodes de la famille des Anisakidae. Comme les autres vers du genre Contracaecum, c'est un vecteur de l'anisakiase, une maladie parasitaire humaine causée par l'ingestion de certains poissons dont il se sert comme hôtes lors de sa croissance.

## Systématique
Le nom valide complet (avec auteur) de ce taxon est Contracaecum osculatum (Rudophi, 1802) Baylis (d).
L'espèce a été initialement classée dans le genre Ascaris sous le protonyme Ascaris osculata Rudolphi, 1802.
Contracaecum osculatum a pour synonymes :
- Ascaris osculata Rudolphi, 1802
- Contracaecum antarctica Johnston, 1938
- Contracaecum gypsophocae Johnston & Mawson, 1941
- Contracaecum osculatum (Rudolphi, 1802) Rudolphi, 1802
- Contracaecum osculatum (Rudolphi, 1802), 1912
- Phocascaris hydrurgae Johnston & Mawson, 1941